# Aisey-et-Richecourt
Aisey-et-Richecourt är en kommun i departementet Haute-Saône i regionen Bourgogne-Franche-Comté i östra Frankrike. Kommunen ligger i kantonen Jussey som tillhör arrondissementet Vesoul. År 2022 hade Aisey-et-Richecourt 99 invånare.

## Befolkningsutveckling
Antalet invånare i kommunen Aisey-et-Richecourt
| Referens: INSEE |